# Килпатрик, Эмили
Эмили Килпатрик (англ. Emily Kilpatrick; род. 1983, Аделаида) — английская пианистка и музыковед австралийского происхождения.
Окончила консерваторию Аделаидского университета (2003) по классу фортепиано, там же защитила докторскую диссертацию о музыке Мориса Равеля (2008). В 2004 году работала во Франции, готовя к открытию дом-музей Равеля в Монфор-л’Амори. Преподавала в Королевском Северном колледже музыки в Манчестере, в 2010—2013 гг. по гранту Исследовательского совета Великобритании по искусству и гуманитарным наукам вместе с Роем Хауэтом работала над пятитомным полным изданием песен Габриэля Форе для издательства Edition Peters. С 2022 г. преподаёт в лондонской Королевской академии музыки.
Основная область исследований Килпатрик — французская музыка XIX и начала XX веков. Ей принадлежат монографии «Оперы Мориса Равеля» (англ. The Operas of Maurice Ravel; 2015) и «Французская академическая песня: история новой музыки, 1870—1914» (англ. French Art Song: History of a New Music, 1870–1914; 2022); первая из них была оценена рецензентом как «ясная и глубоко проработанная» (англ. lucid and deeply researched picture).
Одновременно с музыковедческой работой Килпатрик и Хауэт вместе записали альбом фортепианных дуэтов Габриэля Форе (Belle Époque: A Portrait of Gabriel Fauré; 2009), а в 2017 году Килпатрик выступила аккомпаниатором тенора Тони Бутте при записи вокального цикла Форе «Добрая песня».